# Dagui Bakari
Dagui Bakari (ur. 6 września 1974 w Paryżu) – piłkarz z Wybrzeża Kości Słoniowej występujący na pozycji napastnika.

## Kariera klubowa
Bakari rozpoczynał karierę we francuskim trzecioligowym klubie Olympique Noisy-le-Sec, w którym spędził sezon 1994/1995. Następnie grał w drugoligowych zespołach Amiens SC, Le Mans UC72 oraz Lille OSC. W sezonie 1999/2000 wraz z Lille awansował do pierwszej ligi. Zadebiutował w niej 29 lipca 2000 w zremisowanym 1:1 meczu z AS Monaco FC, zaś 26 sierpnia 2000 w wygranym 2:1 spotkaniu z FC Metz strzelił swojego pierwszego gola w tych rozgrywkach. W sezonie 2000/2001 zajął z klubem 3. miejsce w lidze. W następnym rozegrał 4 spotkania w Lidze Mistrzów, a w meczu fazy grupowej z Olympiakosem (3:1) zdobył bramkę.
W 2002 roku odszedł do także pierwszoligowego RC Lens. W sezonie 2002/2003 zagrał w jego barwach w pięciu spotkaniach fazy grupowej Ligi Mistrzów, w których strzelił jednego gola, przeciwko Bayernowi Monachium (3:3). Po sezonie 2004/2005 odszedł do AS Nancy, również występującego w Ligue 1. Wystąpił tam w jednym ligowym spotkaniu, a w październiku 2005 zakończył karierę.

## Statystyki
| Sezon   | Klub                   | Kraj    | Rozgrywki            | Mecze | Bramki |
| ------- | ---------------------- | ------- | -------------------- | ----- | ------ |
| 1994/95 | Olympique Noisy-le-Sec | Francja | Championnat National | ?     | ?      |
| 1995/96 | Amiens SC              | Francja | Division 2           | 3     | 0      |
| 1996/97 | Le Mans UC72           | Francja | Division 2           | 38    | 11     |
| 1997/98 | Le Mans UC72           | Francja | Division 2           | 30    | 9      |
| 1998/99 | Le Mans UC72           | Francja | Division 2           | 30    | 9      |
| 1999/00 | Lille OSC              | Francja | Division 2           | 28    | 7      |
| 2000/01 | Lille OSC              | Francja | Ligue 1              | 31    | 5      |
| 2001/02 | Lille OSC              | Francja | Ligue 1              | 25    | 9      |
| 2002/03 | RC Lens                | Francja | Ligue 1              | 22    | 2      |
| 2003/04 | RC Lens                | Francja | Ligue 1              | 27    | 4      |
| 2004/05 | RC Lens                | Francja | Ligue 1              | 8     | 0      |
| 2005/06 | AS Nancy               | Francja | Ligue 1              | 1     | 0      |

## Kariera reprezentacyjna
W reprezentacji Wybrzeża Kości Słoniowej Bakari zadebiutował 30 marca 2003 w wygranym 1:0 meczu el. do PNA 2004 z Burundi, w którym strzelił gola. W latach 2003–2004 w drużynie narodowej rozegrał 7 spotkań i zdobył 4 bramki.